# UFC on ESPN: Luque vs. dos Anjos
UFC on ESPN: Luque vs. dos Anjos (también conocido como UFC on ESPN 50) fue un evento de artes marciales mixtas producido por Ultimate Fighting Championship que tuvo lugar el 12 de agosto de 2023 en el UFC Apex en Enterprise, Nevada, parte del área metropolitana de Las Vegas, Estados Unidos.

## Antecedentes
Se esperaba un combate de peso wélter entre Rafael dos Anjos y Vicente Luque en UFC on ESPN: Holm vs. Bueno Silva. Sin embargo, fueron trasladados para encabezar este evento.
Se esperaba que Chris Daukaus debutara en el peso semipesado contra Khalil Rountree Jr. en UFC 289, pero se retiró a principios de junio debido a una lesión. El combate se reprogramó para este evento.
Se esperaba un combate de peso gallo entre Gaston Bolaños y Marcus McGhee para este evento. Sin embargo, Bolaños se retiró por razones no reveladas y fue sustituido por JP Buys.
Se esperaba un combate de peso ligero entre Mike Breeden y Lando Vannata para este evento. Sin embargo, Vannata se retiró a principios de agosto y fue sustituido por Terrance McKinney.
Se esperaba un combate de peso gallo entre Da'Mon Blackshear y Brady Hiestand para este evento. Sin embargo, Hiestand se retiró a principios de agosto debido a un problema médico y fue sustituido por Jose Johnson.
En el pesaje, Tafon Nchukwi y Josh Fremd no alcanzaron el peso. Nchukwi pesó 189.5 libras y Fremd 189 libras, tres libras y media y tres libras por encima del límite de peso medio respectivamente. Ambos combates se celebraron en el peso acordado y cada uno fue multado con un porcentaje no revelado de su bolsa, que fue a sus oponentes A.J. Dobson y Jamie Pickett respectivamente.

## Premios de bonificación
Los siguientes luchadores recibieron bonificaciones de $50000 dólares.
- Pelea de la Noche: No se concedió ninguna bonificación.
- Actuación de la Noche: Khalil Rountree Jr., Iasmin Lucindo, Marcus McGhee, y Da'Mon Blackshear

## Consecuencias
Con siete finalizaciones en el primer asalto, este evento empata el récord de más finalizaciones en el primer asalto en un solo evento de la UFC.